# سیارک ۳۴۶۴
سیارک ۳۴۶۴ (به انگلیسی: 3464 Owensby، نامگذاری:1983BA) سه هزار و چهارصد و شصت و چهارمین سیارک کشف شده‌است که در ۱۶ ژانویه ۱۹۸۳ کشف شد.
قدر مطلق سیارک برابر ۱۳٫۴۰ است.